# قشلاق قره دره اسمخان خان کیشی
قشلاق قره دره اسمخان خان کیشی یک روستا در ایران است که در استان اردبیل واقع شده‌است. قشلاق قره دره اسمخان خان کیشی ۲۱ نفر جمعیت دارد.